# Persholm, Iniö
Persholm är en ö i Finland. Den ligger i Skärgårdshavet och i kommunen Pargas i landskapet Egentliga Finland, i den sydvästra delen av landet. Ön ligger omkring 55 kilometer väster om Åbo och omkring 200 kilometer väster om Helsingfors.
Öns area är 13,4 hektar och dess största längd är 0,6 kilometer i sydväst-nordöstlig riktning.